# Siegerland
Siegerland este o regiune deluroasă care este traversat de râul Sieg un afluent al Rinului care izvorăște din Munții Rothaar. Regiunea ar în centru orașul Siegen, situat în landul Nordrhein-Westfalen, Germania centrală.

## Geografie
Siegerland este la fel bogată în păduri ca regiunea vecină din nord Sauerland. Regiunea muntoasă din nord și Burbach în sud este mai înaltă ca restul regiunii, o caracteristică regiunii este prelucrarea lemnului din pădurile de foioase.
Regiunea este subîmpărțită prin diferite subdiviziuni ca: 
- „Freie Grund”, străbătut de râul Heller
- „Hickengrund”
- „Weißtal” străbătut de râul Weiß
- Siegtal valea Siegului
- Johannland

Regiunile învecinate sunt Sauerland în nord, Westerwald în sud,  Wittgensteiner Land în nord-est și Bergisches Land în vest.

### Munți
In regiune se află munții Rothaargebirge, muntele cel mai înalt al regiunii fiind  Hohe Hessel cu 743 m, este situat la granița dintre districtul Hochsauerland și districtele Olpe și Siegen-Wittgenstein. 
Alți munți:
- Hohenseelbachskopf (530 m) un vulcan stins situat lângă Neunkirchen
- Pfannenberg (499 m) aflat în apropiere de Hohenseelbachskopf
- Kindelsbergl (617,9 m) lângă Kreuztal
- Kalteiche (579 m) lângă Wilnsdorf
- Giller (653 m) lângă Hilchenbach
- Leyberg (522 m) lângă Netphen
- Aukopf (644 m) unde are izvorul Siegen
- Kleine Stein (587,1 m) lângă Holzhausen aici fiind un parc național

### Ape
- Lacuri de acumulare:
  - Obernautalsperre situat pe cursul lui Siegen are un volum de 14,8 mil. m³.
  - Breitenbachtalsperre lângă Hilchenbach are un volum de apă de 7,8 mil. m³
- Ape curgătoare:
  - Sieg, Lahn și Eder sunt cele mai importante.

### Localități
- Hilchenbach, Netphen, Kreuztal, Freudenberg, Siegen, Wilnsdorf, Burbach și Neunkirchen.

## Galerie de imagini

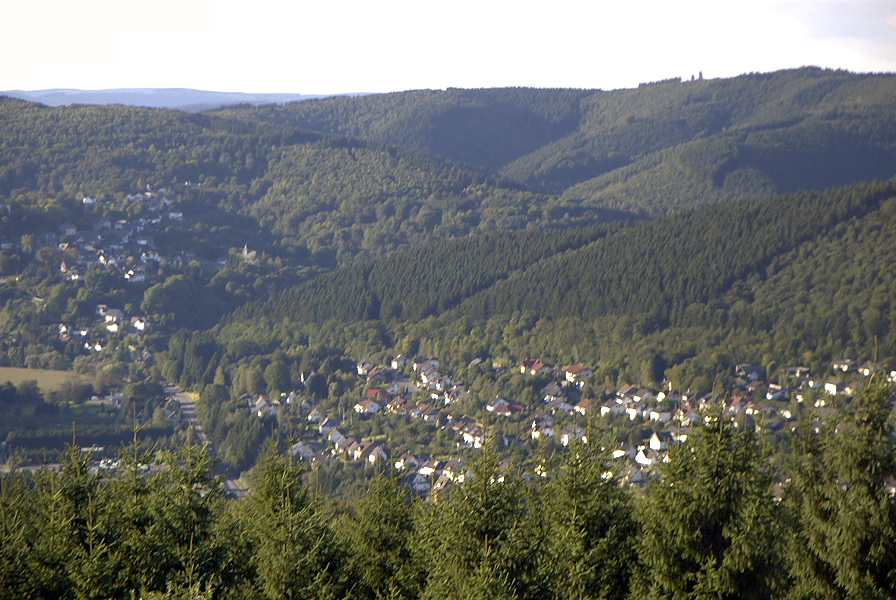
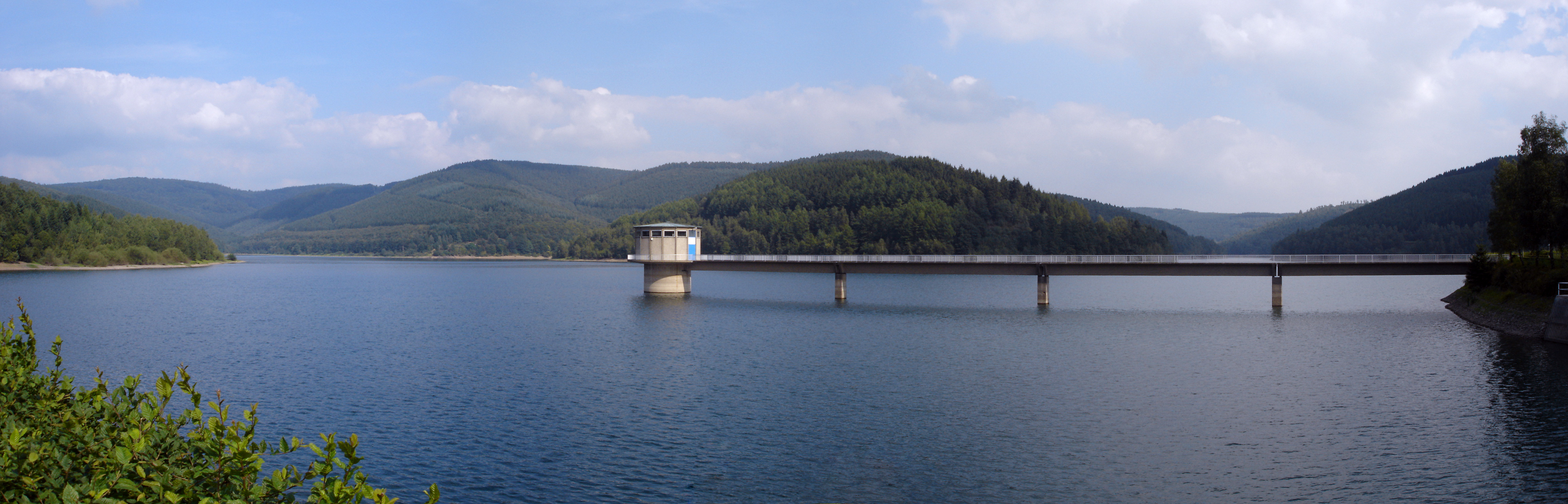
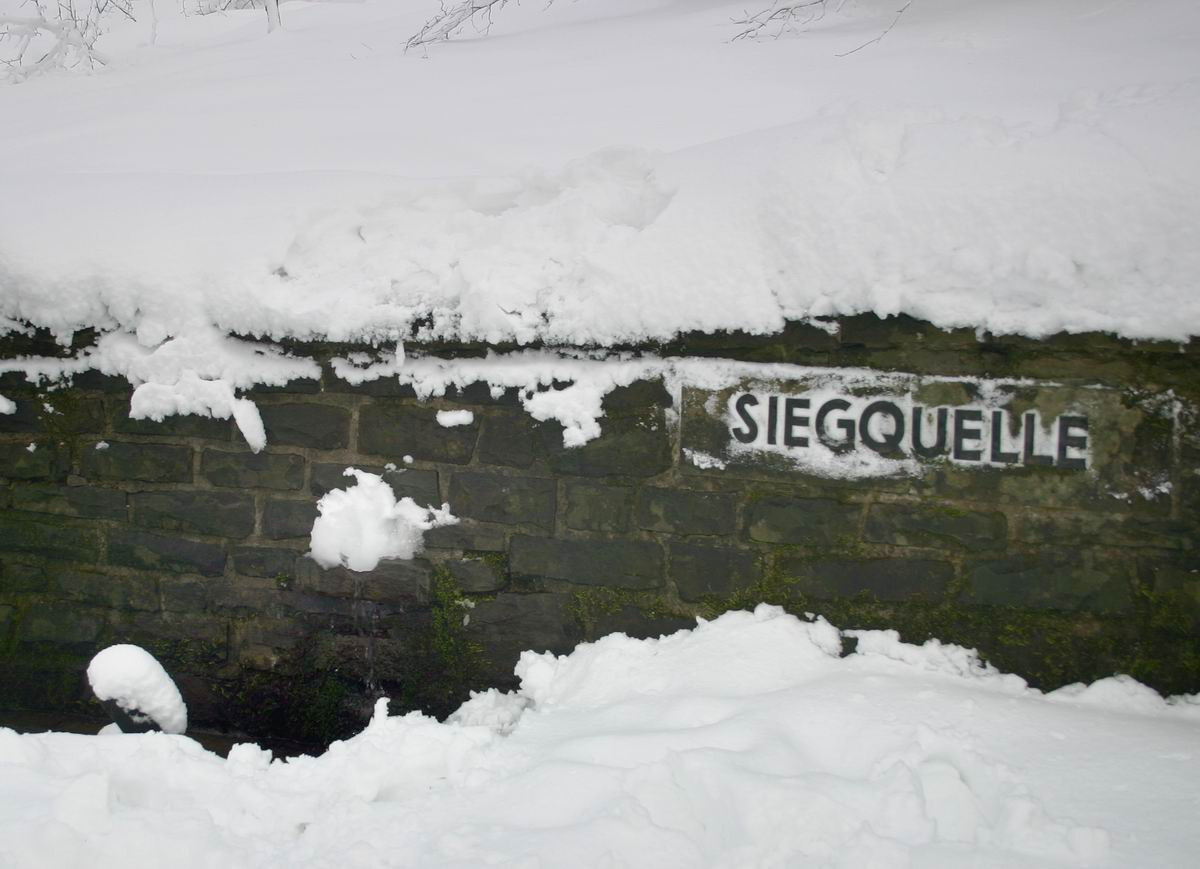
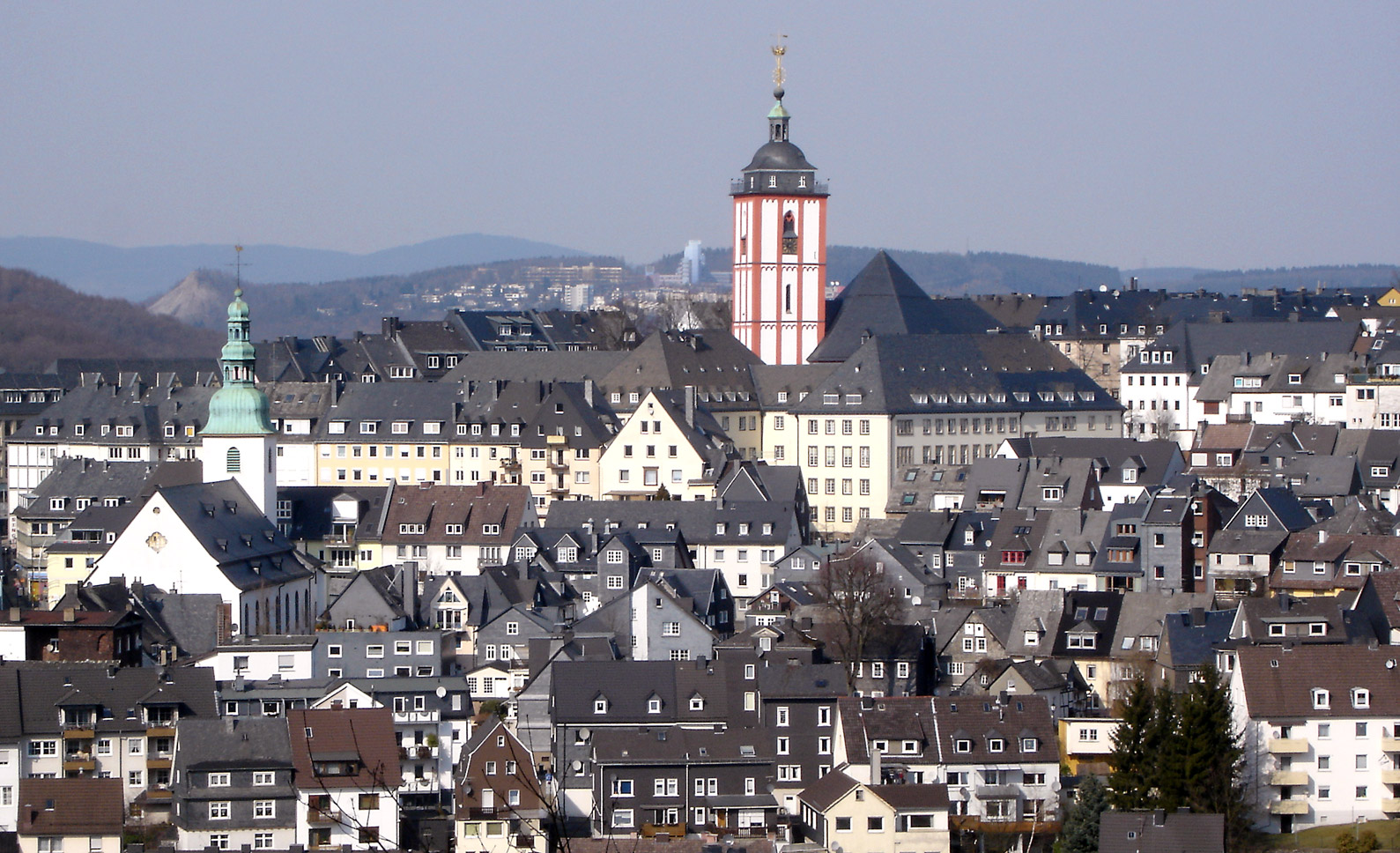